# Лонг Холоу (Јужна Дакота)
Лонг Холоу (енгл. Long Hollow) насељено је место без административног статуса у америчкој савезној држави Јужна Дакота.

## Демографија
По попису из 2010. године број становника је 192.
| Група             | 2000.    | 2010.      |
| Белци             | 0 (0,0%) | 40 (20,8%) |
| Афроамериканци    | 0 (0,0%) | 0 (0,0%)   |
| Азијати           | 0 (0,0%) | 0 (0,0%)   |
| Хиспаноамериканци | 0 (0,0%) | 2 (1,0%)   |
| Укупно            | 0        | 192        |